# Landkreis Fulda
Landkreis Fulda er en Landkreis i regierungsbezirk Kassel i den østlige del af  den tyske delstat Hessen.  
Den grænser til følgende landkreise: Hersfeld-Rotenburg (Hessen), Wartburgkreis og Landkreis Schmalkalden-Meiningen (Thüringen), Rhön-Grabfeld og Bad Kissingen (Bayern) såvel som  Main-Kinzig-Kreis og Vogelsbergkreis (Hessen).
De centrale områder i landkreis Fulda omfatter det såkaldte Fuldaer Becken. Øst derfor ligger Mittelgebirgeområdet Hohen Rhön med Hessens højeste bjerg Wasserkuppe. I den vestlige del af området ligger en udløber af Vogelsberg. Området har navn efter floden Fulda ligesom hovedbyen Fulda.

## Byer og kommuner
Kreisen havde 222584  indbyggere pr.  2018-12-31

| Byer 1. Fulda, Stadt mit Sonderstatus (68586) 2. Gersfeld (Rhön) (5458) 3. Hünfeld (16512) 4. Tann (Rhön) (4476) Købstæder (Markt) 1. Burghaun (6350) 2. Eiterfeld (7029) | Kommuner 1. Bad Salzschlirf (3307) 2. Dipperz (3462) 3. Ebersburg [Sitz: Schmalnau] (4568) 4. Ehrenberg (Rhön) [Sitz: Wüstensachsen] (2535) 5. Eichenzell (11024) 6. Flieden (8629) 7. Großenlüder (8521) 8. Hilders (4687) 9. Hofbieber (6072) 10. Hosenfeld (4650) 11. Kalbach [Sitz: Mittelkalbach] (6323) 12. Künzell (16583) 13. Neuhof (10843) 14. Nüsttal [Sitz: Hofaschenbach] (2832) 15. Petersberg (15924) 16. Poppenhausen (Wasserkuppe) (2605) 17. Rasdorf (1608) |